# 5606 Muramatsu
5606 Muramatsu eller 1993 EH är en asteroid i huvudbältet som upptäcktes den 1 mars 1993 av den japanska astronomen Satoru Otomo i Kiyosato. Den är uppkallad efter den japanska astronomen Osamu Muramatsu.
Asteroiden har en diameter på ungefär 4 kilometer.